# گویش دزفولی
گویش دزفولی گویشی از زبان فارسی و زیر مجموعه زبان‌های ایرانی جنوب غربی است. این گویش در استان خوزستان توسط ساکنان بومی شهر دزفول در شمال استان خوزستان تکلم می‌شود. گویش شوشتری نزدیک‌ترین گویش به گویش دزفولی بشمار می‌رود.

## وابستگی زبانی
در خصوص وابستگی زبانی، منابع مختلف دزفولی را گویشی از زبان فارسی دانسته‌اند. فهرست لینگوییست گویش شوشتری-دزفولی را مستقل از زبان فارسی و لری دسته‌بندی کرده انتولوگ نیز دزفولی را زبان مستقل میداند. گرنوت ویندفور آن را زیر مجموعه زبان فارسی می‌داند گلاتولوگ گویش‌ دزفولی را گویشی از زبانی به نام دزفولی-شوشتری میداند که در کنار زبان لری در دسته‌ای به نام لری-دزفولی قرار می‌گیرد و ضمن جدا بودن از زبان لری و فارسی نو، موقیت مشابه‌ای با زبان لری دارند. همچنین گلاتولوگ گویش های ایرانی غربی نو را در کنار زبان پهلوی ساسانی (فارسی میانه)، در دسته ای به نام فارسی میانه-نو قرار میدهد.
کالین مک‌کینون در دانشنامه ایرانیکا گویش شوشتری-دزفولی را گویشی از زبان فارسی و نزدیک به زبان لری معرفی می‌کند. در مقاله گویش‌های خوزستان، ایرانیکا گویش دزفولی-شوشتری و بختیاری را متعلق به مربوط گروه جنوبی از زبان لری میداند.
گروه زاگرس، که گروه لری نیز نامیده می‌شود از شاخۀ ایرانیِ جنوب‌ غربی است و بخش‌های کوهستانی استان خوزستان را در بر می‌گیرد. شوشتری و دزفولی از دیگر گونه‌های موجود در خوزستان هستند که از نظر زبان‌شناسی به گروه زاگرس شباهت دارند، اما به دلیل ویژگی‌هایی که نتیجه‌ی تماس با عربی است، از این گروه متمایز می‌‎شوند. ایران اطلس گویش شوشتری، دزفولی و گویش‌های منطقه فارس نظیر دوانی را در این گروه طبقه بندی میکند.
برخی دیگر از منابع نیز گویش دزفولی را از بازمانده‌های زبان پارسی میانه معرفی می‌کنند که از نظر ترکیب کلمات با سایر گویش‌های ایرانی جنوب غربی از جمله گویش شوشتری همسان می‌باشد و از لحاظ لهجه و تلفظ اندکی متفاوت است.

## گویش دزفولی در نگاشته‌ها و رسانه‌ها
محمدتقی ناهیدی دزفولی، شاعر دزفولی، دارای سروده‌هایی به گویش دزفولی است. از میان شاعران امروزی که به گویش دزفولی سروده‌اند می‌توان عظیم محمودزاده سراینده و پژوهشگر دزفولی را نام برد. از نوشته‌های محمودزاده می‌توان کتاب‌های «فرهنگ لغت دزفولی» و «کُلمِجور» که دربرگیرنده واژگان دزفولی به همراه برگردان فارسی معیار آن‌ها می‌باشند را نام برد. همچنین چندین کتاب دیگر دربارهٔ واژگان و لالایی‌ها و سروده‌های دزفولی بدست چاپخانهٔ افهام در این شهر به چاپ رسیده‌است.
احمد محمود داستان‌نویس نامی با درنگریستن به این که از پدر و مادری دزفولی زاده شده بود برخی ساختارها و واژگان دزفولی را در نوشته‌هایش به کار گرفته‌است. برای نمونه در رمان همسایه‌ها و نیز مدار صفر درجه جابه‌جا واژگان و ساختارها و سروده‌های دزفولی به کار برده‌است، رادیو دزفول که در آغاز به «فارسی معیار» برنامه پخش می‌کرد از سال ۱۳۷۸ برای گسترش فرهنگ دزفولی به پخش برنامه‌هایی به گویش دزفولی پرداخته‌است. پیش از این نیز در پاره ای از زمان‌ها سیمای خوزستان به پخش ترانه‌ها و نمایش‌های تلویزیونی با گویش دزفولی پرداخته‌است.

## نمونه

### داستانی به گویش دزفولی
- به دزفولی:

دختر رَف دَم درِ قصر در زَند. کنیزِ درَ گُشید گف چِتَه؟ دختر گف: عیالِه نَخِه؟ کنیز گف: وا روُام بی بیَ گُوُم! کُتِه وِیس تا آیُوم!
رف بی بیَ گف. تَمَگُا بی بی دخترَ اَ مِه دَریزَه ببینه. اَگِنَه عیالِه نخاسن. تا کنیز گف بی بی گف: وا بینُمش.
دختر اومَّه. سلام کُرد. بی بی گف: علیک سلام. سی چِه مَخی عیالِ بوی؟ دختر گف بی کسِ کیزُم.
بی بی گف: خاب. بیُو رو مِی مَطبخ. دختر رَف اَقدَه رنگین بید ور عیالِ نَم برد. بعد چن ماه دختر مَخاس بار وَنه. بی بی قَپی لباس خوب بچِه چلَّه دُرُس کُرد. دختر بار وند. خدا کُوَاکِ داش لِفِ ماه شو چهارده. یَه بال طِلا زیر کلِ راسِش یه بال نقرَه زیر کل چپش. بی بی گف: حقا حق تَمَگُوا دلُم دونِس که ای یان عیالِ نِی. ای یان زونِه شاه پریون! اما قصَّه نکُرد. بعد مدتها برارِش اومَّه ممونی خونه شون. کواک کوچکه خِت خِت کُرد اومَّه تو. بی بی به بِرارِش گف: بِرارُم چه بگویی؟ برار شصتش خبردار بیس. به غلوم گف: غلوم چا او دختر کشتی؟ غلوم گف: قبله عالم اَر کشی یا هِلی! نه! دخترَ اوُردُم مِه قصر بی بی. خلاصه چه عاجزِت کنم شاه پریون زند قد بچَه و زونَه بردشون به قصر خودش. نشسِّن ناز نعمت تاج دولت. متلم چه بید، دسه گل بید!
- به فارسی:

دختر رفت دم در قصر در بزند. کنیزی در را گشود و گفت: چه می‌خواهی؟ دختر گفت: خدمتکار نمی‌خواهید؟ کنیز گفت: صبر کن باید بروم به بی‌بی بگویم. کمی صبر کن تا بیایم.
کنیز رفت تا از بی بی بپرسد. بی بی که دختر را از پنجره دیده بود گفت: به او بگو بیاید تا ببینمش.
دختر آمد. سلام کرد. بی‌بی گفت:علیک سلام. چرا می‌خواهی خدمتکار شوی؟ دختر گفت:هیچ‌کس و کاری ندارم!
بی بی گفت:خوب، بیا برو به مطبخ. دختر آنقدر زیبا بود که به خدمتکار نمی‌برد. بعد از چند ماه موقع زایمان دختر شد. بی بی تعداد زیادی لباس نوزاد آماده کرد. دختر زایمان کرد و پسر زیبایی چون ماه شب چهارده به دنیا آورد. یک بال طلا زیر دست راست و یک بال نقره زیر دست چپش داشت. بی بی گفت: من می‌دانستم که این دختر کنیز نیست. زن شاه پریان است! اما حرفی نزد.
بعد از مدتها برادر بی بی (شاه پریون) به مهمانی بی بی آمد. پسر کوچک به پیش شاه پریان آمد. بی بی گفت: برادر، نظرت چیست؟ شاه پریان شک کرد. به غلام گفت: غلام، آن دختر را که به صحرا بردی، کشتی؟
غلام گفت: قبلهٔ عالم! اگر مرا بکشی یا آزادم کنی حقیقت را می‌گویم! نه! دختر را به قصر بی بی آوردم. شاه پریان فهمید که آن پسر و دختر، بچه و زن او هستند. پس آنها را به قصر خود برد و در ناز و نعمت زندگی کردند.

### نمونه‌های واژگان
نمونه‌هایی از واژگان گویش دزفولی و مقایسه آن‌ها با فارسی معیار، لری خرم‌آبادی و بختیاری.
| فارسی                                                     | دزفولی      | خرم‌آبادی        | بختیاری                           |
| --------------------------------------------------------- | ----------- | --------------- | --------------------------------- |
| آب                                                        | او          | آو، اُوْ          | آو، اَو                            |
| تکان و لرزش                                               | شَـک         | شَـک             | شَک، شکنیدِن                        |
| پیچ خوردن                                                 | پیت خوَردن   | پیت هه‌رده       | پیت خوَردن                         |
| غدّه، دمل                                                  | دِشبُل        | دومل            | دُمبَل، دِشبُل، فیزَر                  |
| عشق                                                       | پالا        | عشق             | عشق                               |
| چشم                                                       | تیه         | تیه             | تیه، تی (تلفظ قدیمی دیده فارسی)   |
| پاشنهٔ پا                                                  | گِندیک       | په‌سه            | په سه                             |
| دماغ                                                      | پِت          | پِت              | پِت، نُفت، نِفت                      |
| پیشانی                                                    | تیک         | تول             | تیگ                               |
| ابرو                                                      | بُرگ         | به‌رم            | اورو                              |
| آرنج                                                      | کُلمَک        | مرک             | مِرک                               |
| نهار،چاشت                                                 | چاس         | نهار            | چاس، چاست                         |
| شام                                                       | شووم        | شووم            | شووم                              |
| صبحانه،ناشتا(در اصل ناشِتاب)                               | ناشتا       | ئه‌ناشتا         | ئه ناشتا                          |
| مراسم ختم،پُرسه                                            | پُرس         | پُرس             | پُرس                               |
| یواش‌یواش (آهسته)                                          | سُنگ سُنگ     | سُنگ سُنگ         | سُنگ سُنگ، آستاک (تلفظ پهلوی آهسته) |
| بزرگ                                                      | گَپ          | گَپ              | گَپ                                |
| اتاق                                                      | توو         | اتاق            | توو                               |
| هندوانه                                                   | شوومی       | شوومی           | شوومی                             |
| گریه                                                      | گِریوَ        | گِریوَ            | گِریوَ                              |
| آرزو (در فارسی وایه به معنای حاجت وجود دارد)              | وایه        | وایه            | وایه‏، ویار                        |
| خالی (در فارسی پتی به معنی تهی وجود دارد)                 | پتی         | پتی             | پَتی                               |
| سرخم کردن، دولا شدن                                       | کُت کوردن    | کت بیه          | کُت کردن، کُت آبیدن                 |
| خرد خرد، تکه‌تکه                                           | کُت کُت       | کُت کُت           | کُت کُت، کُته کُته، لَت لَت             |
| انگشت                                                     | کِلِک         | کِلِک             | کِلِک                               |
| کاهو                                                      | کوی         | کاهو            | کویر                              |
| گیج و خیره                                                | گیز         | گِـز             | گیژ                               |
| عنکبوت                                                    | تار بفک     | شیتو            | شیتو                              |
| لب                                                        | لو          | لو              | لو                                |
| سوراخ                                                     | سیلا        | سیلا            | سیلا                              |
| موج آب                                                    | لَفو         | لَفو             | لِف، لِفو                           |
| نمی‌تواند                                                  | نَتَرَ         | نه‌تونه          | نَتَرِه                              |
| مادر                                                      | مار         | دا              | دا                                |
| مادر زن یا مادر شوهر                                      | خَسی         | هوسیره          | خسی، خسیره                        |
| خواهر                                                     | خوار        | خوار            | خووار، دَده                        |
| برادر                                                     | بِرار        | بِرار            | بِرار، کاکا، گئو، گگه              |
| مرد (در فارسی پیا به معنی مرد کامل هست)                   | پِیا         | پِیا             | پِیا                               |
| شوهر                                                      | مِیرَ         | مِیرَه            | مِیرَه                              |
| آفتاب                                                     | اَفتو (عّفتو) | عه‌فتآو          | هه فتآو                           |
| پس از ظهر (در فارسی پسین نیز وجود دارد)                   | پَسین        | پَسین، وراز زوهر | پَسین                              |
| اینک (حالا)، این زمان                                     | ایسون       | ایسه            | ایسه؛ هیسه                        |
| آن زمان (آن سان)                                          | اوسون       | اوسه            | اوسه هوسه                         |
| این سو                                                    | ایلا        | ایلا            | ایلا                              |
| آن سو                                                     | اولا        | اولا            | وولا                              |
| کاوش وجستجو                                               | کُلمِجور      | مه‌نی کرده       | مودی کرده                         |
| آهسته و به رو به بغل افتادن                               | قَلَپیدن      | په‌لسه           | پلاپل                             |
| تکان دادن، شکاندن، لرزیدن (در فارسی شکنیدن نیز وجود دارد) | شَکنیدن      | شَکنیدن          | شَکنیدن                            |
| به هم زدن                                                 | شِیونیدن     | شِیونیدن         | شِیونیدن                           |
| روشن کردن                                                 | گُلنیدن      | کولیدن          | گُلنیدن                            |
| خوابیدن                                                   | خُفتیدن      | هوفتیه          | خُفتیدن‏، خُوسیدن                    |
| بلندشدن (برخاستن)                                         | وِرسیدن      | وِرسیدن          | وِریسدن (معادل بَرایستادن)          |
| توانستن                                                   | تَرِسَّن        | تونسه           | تَرِسَّن، ترِسْتِن                       |
| بیختن، جدا کردن                                           | بزنیدن      | جگا کرده        | بزنیدن، بِختِن                      |
| خرد کردن (در فارسی انجنیدن وجود دارد)                     | انجنیدن     | هیرد کرده       | انجنیدن؛ هیر کردن                 |
| ویران کردن                                                | رومنیدن     | ره‌مه‌سه          | رومهسه                            |
| تقلا                                                      | قَپِ رِیت      | قَپِ رِیت          | قپ ریت (دست و پا زدن و تقلا)      |